# 沈阳万鑫大厦火灾
沈阳皇朝万鑫国际大厦火灾，中华人民共和国国务院安全生产委员会办公室称辽宁沈阳“2·3”火灾事故，是2011年2月3日（农历辛卯年正月初一）零时13分，发生于辽宁省沈阳市和平区青年大街390号皇朝万鑫酒店B座楼发生的火灾。明火在当日上午9时许被扑灭。火灾原因是燃放烟花引燃皇朝万鑫酒店B座楼体外墙表面装饰材料所致，过火面积约1万余平方米。未发现有人员伤亡。

## 发生过程
燃放烟花的2月2日正是农历大年三十，当晚23时许大厦门前摆了100多米长的礼花鞭炮，并且是价格较贵的“大火力”，由于离大厦太近，零时13分，引燃了大厦B座楼外表面的外墙保温材料。152米的B座楼着火1个多小时后，火势迅速向219米的A座楼蔓延，C座楼未被殃及。火灾发生后，不仅仅是沈阳的消防队，还调集了铁岭、本溪、抚顺、辽阳等周边城市的175辆消防车，但是由于着火的B座楼和A座楼高达152米和219米，消防云梯高压水枪很难及时有效控制火情。万幸的是，由于正值除夕夜，酒店和公寓楼内的较少人员得到了有效疏散，才没有造成大的人员伤亡。B座楼全部过火，只剩下主体框架结构。据沈阳市政府新闻办3日晚间消息，当日上午9时许，大火被成功扑灭。
瀋陽皇朝万鑫酒店投资近30亿元，2009年開業，位于沈阳市最繁华的青年大街黄金路段，毗鄰瀋陽皇朝萬豪酒店，樓高樓高37層，客房393間。主樓A座頂尖高度219M；B,C座頂尖高度152M。主樓A座为沈阳市最高建筑（09年4月為止）。万鑫大厦由三塔樓構成“品”字形高层建筑，内部设有5星级酒店、5A级写字楼等服务功能。